# Der Tod hat schwarze Krallen
Der Tod hat schwarze Krallen (Originaltitel: I Was a Teenage Werewolf) ist ein amerikanischer Horrorfilm von Gene Fowler, Jr. aus dem Jahr 1957. Hauptdarsteller waren neben Michael Landon als Tony Rivers auch Yvonne Lime und Whit Bissell. Veröffentlicht wurde der Film gemeinsam mit dem Science-Fiction-Horrorfilm Invasion of the Saucer Men und er wurde zu einem der erfolgreichsten Titel für die Produktionsfirma American International Pictures (AIP), die sich seit den 1950er Jahren unter anderem auf B-Movies im Horrorfilmbereich konzentrierte. Die Erstaufführung in Deutschland fand am 30. März 1962 statt.

## Handlung
Samuel Z. Arkoff, Mitgründer der Produktionsfirma American International Pictures und später selbst auch Produzent von B-Horrorfilmen, führt die Zuschauer als Ansager in den Film ein.
Tony Rivers ist ein attraktiver und verstörter, jähzorniger Highschool-Schüler, mit gelegentlichen Temperamentsausbrüche und Streitereien. Der örtliche Polizist Detective Donovan rät ihm, einen Psychologen für eine Hypnosetherapie aufzusuchen. Tony lehnt ab, aber seine Freundin Arlene und sein verwitweter Vater Charles zeigen sich besorgt über sein gewalttätiges Verhalten. Bei einer Halloween-Party im „Haunted House“, einem alten Haus, in dem Teenager abhängen, greift Tony seinen Freund Vic an, nachdem er von hinten überrascht wurde. Nachdem er die schockierten Gesichter seiner Freunde sieht, ändert er seine Meinung und geht zu Dr. Brandon. Dieser ist jedoch ein verrückter Wissenschaftler, der in seinem Patienten eine Rückentwicklung zu einem früheren Stadium der menschlichen Entwicklung sieht und ihn mit einem von ihm entwickelten Scopolamin-Serum in einen Werwolf verwandelt, um seine primitiven Instinkte zu wecken. Obwohl Brandons Assistent, Dr. Hugo Wagner, dagegen protestiert, dass das Experiment Tony töten könnte, injiziert Brandon Tony das Serum und sagt ihm, es sei ein Beruhigungsmittel, um ihn auf die Hypnose vorzubereiten. Während einer Reihe von Hypnosesitzungen holt Brandon Tonys traumatische Kindheitserinnerungen hervor und suggeriert ihm, dass er einst ein wildes Tier war.
Nach einer Party im Spukhaus wird einer von Tonys Kumpels, Frank, auf dem Heimweg durch den Wald angegriffen und getötet. Donovan und Polizeichef Baker sehen sich Fotos des Opfers an und stellen fest, dass die tödlichen Wunden wie Reißzahnspuren aussehen, obwohl es keine wilden Tiere in der Gegend gibt. Pepi, der Hausmeister der Polizeiwache und gebürtig aus den Karpaten, wo Werwölfe häufig vorkommen, erkennt die Abdrücke auf den Fotos wieder.
Nach einer weiteren Sitzung mit Brandon, in der Tony dem Arzt mitteilt, dass er das Gefühl hat, dass etwas mit ihm nicht stimme, meldet er sich bei Miss Ferguson, der Direktorin der Rockdale High. Sie teilt Tony mit, dass Brandon ihm ein positives Zeugnis ausgestellt hat und sie beabsichtigt, ihn für die Aufnahme in das State College zu empfehlen. Als Tony die Schule verlässt, kommt er an der Sporthalle vorbei, in der ein Mädchen, Theresa, allein trainiert. Durch eine Schulglocke hinter seinem Kopf wird seine Verwandlung in einen Werwolf ausgelöst und er tötet das Mädchen. Tony flieht aus der Schule, und Zeugen identifizieren ihn anhand seiner Kleidung. Baker gibt einen Fahndungsaufruf zu seiner Verhaftung heraus.
Wieder zum Menschen geworden, sucht Tony Dr. Brandon auf und bittet um Hilfe. Brandon will Tonys Verwandlung auf Film festhalten, um zu beweisen, dass sein Verfahren funktioniert, und injiziert ihm erneut das Serum. Nach der Verwandlung löst ein klingelndes Telefon Tonys Instinkte aus, und er tötet Brandon und Wagner, wobei er die Kamera aufbricht und den Film ruiniert. Als sie bemerken, dass Tony in der Nähe gesehen wurde, brechen Donovan und ein weiterer Beamter ein und schießen mehrmals, als Tony sich ihnen nähert. Als Tony stirbt, kehren seine normalen Gesichtszüge zurück, was Donovan dazu veranlasst, über Brandons Verwicklung und den Fehler der Menschen zu spekulieren, die sich in die Schöpfung Gottes einmischen.

## Erfolg und Wirkung
Die Low-Budget-Produktion (82.000 US-Dollar) spielte in den USA zwei Millionen US-Dollar ein. Der Erfolg des Films kurbelte auch Michael Landons Karriere an: Landon spielte in Der Tod hat schwarze Krallen seine dritte Rolle in einem Kinofilm und zugleich seine erste Hauptrolle. Später wurde er mit seiner Rolle als „Little Joe“ Cartwrite in der von 1959 bis 1973 gedrehten Fernsehserie Bonanza berühmt. 
Im Anschluss an diesen Film wurde in den USA die Titelkombination I Was a Teenage… weitergeführt. So produzierte Herman Cohen noch im gleichen Jahr den Film I Was a Teenage Frankenstein (wieder mit Whit Bissell, diesmal als Professor Frankenstein). Ein Jahr später folgte die Fortsetzung How to Make a Monster (deutsch: Der Satan mit den tausend Masken). Beide nachfolgenden Filme wurden von Herbert L. Strock inszeniert. Weitere, nicht mit dem Produktionsteam assoziierte, Filme mit der erwähnten Titelkombination waren I Was a Teenage Mummy (1962), I Was a Teenage Zombie (1987) (deutsch: Atomic Thrill) und I Was a Teenage Faust (2002).

## Rezeption
Das Lexikon des internationalen Films bezeichnete den Film als „einfältigen Horrorfilm“:

„Ein einfältiger Horrorfilm: Was sich zu Beginn noch in das Gewand eines ernsthaften Genrefilms über jugendliche Verführbarkeiten kleidet, entwickelt sich zusehends zur trivialen Gruselmär.“

In Stephen Kings Roman Es war Der Tod hat schwarze Krallen einer der zwei Filme, die die Protagonisten ansahen und dadurch der Lösung der unheimlichen Morde näher kamen. In seinem Sachbuch Danse Macabre beschrieb Stephen King den Erfolg des Films und seiner Nachfolger als einen der „neuen Jugendfilme“, die [gemeinsam mit Rock ’n’ Roll] über „eine ältere Generation hereinbrachen, die gerade anfing, sich genügend zu entspannen, um ‚ihren Krieg‘ in einen Mythos zu verwandeln, und zwar mit dem unmittelbaren Überraschungseffekt eines Straßenräubers, der aus einer Ligusterhecke hervorspringt.“ Gemeinsam mit der Musik waren sie nach seiner Darstellung allerdings „lediglich Vorbeben eines echten Jugend-Bebens, das noch kommen sollte.“ Das Jahrzehnt sei geprägt gewesen von den Ängsten vor der Jugendkriminalität und einem Typus von aufsässigen Jugendlichen, die von Schauspielern wie Marlon Brando, James Dean und Vic Morrow dargestellt wurden und „darauf warteten, einen anderen Jugendlichen zu verprügeln, […], über ein Mädchen herzufallen, oder möglicherweise einen Hund zu vergewaltigen.“ Für die „Kriegsbabys“ war der Horror der 1950er „weitgehend weltlicher Humor“ und „Miniaturhorror“ für Menschen, „deren Bäuche voll sind“. Der zum Werwolf gewordene Tony Rivers wird nach seiner Beschreibung „als Bursche der keinen Furz auf den College-Eignungstest gibt“, zu „einem sozialen Kommentar“ im Namen der jugendlichen Zuschauer.